# プロ野球オールスター大運動会
『プロ野球オールスター大運動会』（プロやきゅうオールスター だいうんどうかい）は、日本プロ野球選手会の主催により1980年から1992年（放送1981年から1993年）まで開催されたプロ野球選手による運動会である。

## 概要
この大会では、プロ野球選手会に所属する選手が、陸上競技や各種スポーツのアレンジ競技、さらには仮装大会などを、セ・パリーグ対抗戦、並びに参加12チーム別の対抗戦を行って優勝を決めるというものだった。この大会は毎年概ね11月下旬か12月初旬の週末に開催され、その模様はテレビ東京系列で翌年1月1日のゴールデンタイムに3時間にわたって編集の上放送された。会場は当初は横浜スタジアム、のち明治神宮野球場を経て1989年から東京ドームで行われた。リレーや100m走などで屋鋪要をはじめとした俊足選手や若手が目立つ姿が印象的であった。
その後、1993年（放送1994年）以後選手会主催イベントは、テレビ東京のスタジオ→2003年（放送2004年）以後熱海市のホテルで一般非公開による『プロ野球夢のオールスタークイズ日本一』として行われ、2004年（放送2005年）をもって廃止された。

## 放送日時
放送日は全て1月1日。
| 回 | 放送年 | 放送時間 （JST） | 備考                     |
| -- | ------ | ---------------- | ------------------------ |
| 1  | 1981年 | 18:00 - 20:48    |                          |
| 2  | 1982年 | 18:00 - 20:54    |                          |
| 3  | 1983年 | 18:00 - 20:54    |                          |
| 4  | 1984年 | 18:00 - 20:54    |                          |
| 5  | 1985年 | 18:00 - 20:54    | [ 注 3 ]                 |
| 6  | 1986年 | 18:00 - 20:54    |                          |
| 7  | 1987年 | 18:00 - 20:54    |                          |
| 8  | 1988年 | 18:00 - 20:54    |                          |
| 9  | 1989年 | 18:00 - 20:48    | この時点では「昭和64年」 |
| 10 | 1990年 | 18:00 - 20:54    | [ 注 4 ]                 |
| 11 | 1991年 | 15:00 - 17:50    | ここからノンプライム枠   |
| 12 | 1992年 | 15:00 - 17:50    |                          |
| 13 | 1993年 | 15:03 - 17:50    | [ 注 5 ]                 |

## 同じ趣旨のイベント
- 東海テレビ放送「プロ野球オールスタースーパーバトル」（放送はフジテレビ系列）

1982年（放送1983年）より、名城公園野球場周回コースを会場とした「プロ野球オールスター・新春リレーマラソン」と題した駅伝大会を開催。1996年（放送1997年）まで実施。1997年（放送1998年）からは「プロ野球12球団対抗・新春ランニング王決定戦」（2000年=放送2001年に「ドーム大決戦!!プロ野球12球団スーパーバトル」へ改題）と題したスポーツアトラクションイベントに特化したものに変更。2006年（放送2007年）を以て終了、それに代わる形として2007年よりフィギュアスケートのアトラクション「ジャパン・フィギュア団体戦」が開催・中継放送された（2013年終了）。なお、東海テレビでは大会終了後も毎年1月4日午後に自社制作特番を全国ネット放送している。
- 読売テレビ放送「超プロ野球 ULTRA」（放送は日本テレビ系列）

1985年（放送1986年）に大阪城国際文化スポーツホールを会場として、運動会形式による「プロ野球オールスターインドアー競技大会」として発足。1989年（放送1990年）に「プロ野球オールスタースポーツフェスティバル」、2014年（放送2015年）に「プロ野球No.1決定戦!バトルスタジアム」への改題を経て、2021年（放送2022年）に現在の題名へ改題。選手会主催の運動会イベントで現在唯一残存している大会。なお、協賛スポンサーはローソン、エースコックと交代し現在は大和ハウス工業。毎年1月放送（かつては1月2日に放送していたが、近年では第1日曜日もしくは第2日曜日に放送することがある）。